# Ahlbäckpriset
Ahlbäckpriset är ett pris som utdelas till konstnärer som verkar i konstnären Johan Ahlbäcks anda. Johan Ahlbäckstiftelsen i Smedjebacken delar sedan 1993 ut denna utmärkelse för att främja arbetarkonst och arbetarkultur.

## Mottagare av priset
- 1993 – Hans Tollsten från Borlänge
- 1995 – Julie Leonardsson från Smedjebacken
- 1996 – Ulla Zimmerman från Borås
- 1997 – Gösta Backlund från Borlänge
- 1998 – Stefan Teleman från Norrköping
- 1999 – Åse Marstrander (född 1944), grafiker och tecknare från Mariefred
- 2000 – Ulla Wennberg från Stockholm
- 2001 – Svante Rydberg från Ludvika
- 2002 – Roine Jansson, bildkonstnär från Österbybruk
- 2003 – Ulla Grytt från Stockholm
- 2004 – Jean Hermansson, fotograf från Malmö
- 2005 – Ingmar Aldenhov från Trelleborg
- 2006 – Maria Söderberg från Stockholm
- 2007 – Jan Annerborn (född 1956), bildkonstnär från Sandviken
- 2008 – Britt-Marie Rydberg (född 1951), textilkonstnär från Ludvika
- 2009 – Robert Nyberg från Farsta
- 2010 – Yngve Svedlund från Skärholmen
- 2011 – Lennart Engström (född 1953), dokumentärfotograf från Uppsala
- 2012 – Reino Laitasalo (född 1929), målare från Finland
- 2013 - Lars R. Melander (född 1946), tecknare från Uddevalla
- 2014 – Peter Nyblom (född 1945), fotograf från Fagersta
- 2015 – Ulrika Mars (född 1976), textilkonstnär från Stockholm
- 2016 – Erik Styrbjørn Pedersen (född 1946) bildkonstnär från Danmark
- 2017 – Stefan F. Lindberg (född 1951), dokumentärfotograf och författare
- 2018 – Anders Björnhager (född 1958), bildkonstnär från Borlänge
- 2019 – Helene Schmitz (född 1960), fotograf från Stockholm
- 2020 – Jessica Fleetwood
- 2021 – Ulrika Linder (född 1984), serietecknare
- 2022 –
- 2023 – Kalle Brolin, konstnär